# Lirnyk

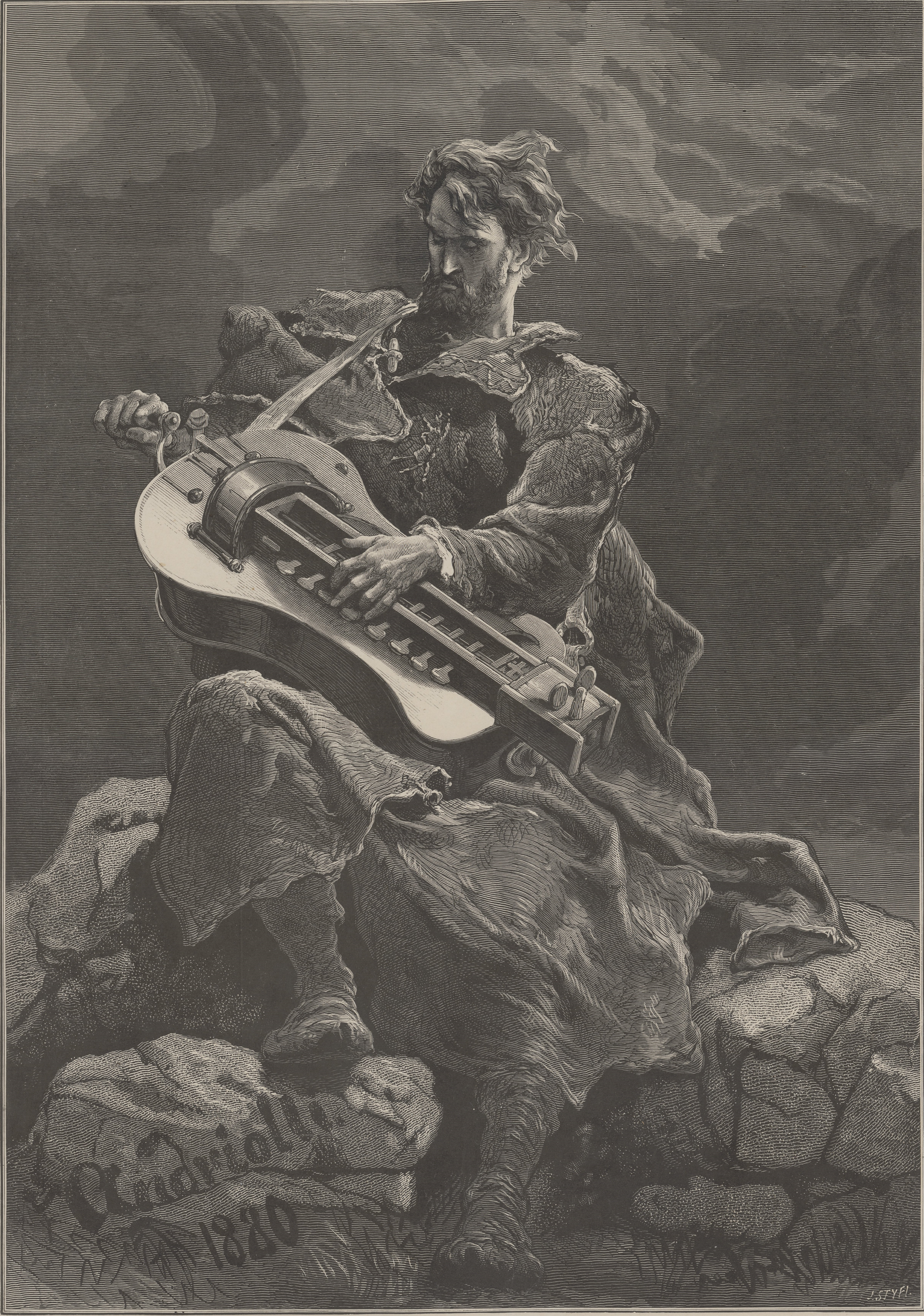
[https://polona.pl/item/lirnik-wioskowy-do-utworu-syrokomli,NzQ3ODE4ODI/ Kobzar

De lirnyk (Oekraïens: лірник) meervoud lirnyky (Oekraïens: лірники) is een rondtrekkend muzikant uit Oekraïne.
Deze muzikanten spelen en zingen meestal religieuze, historische en epos liederen en begeleiden zichzelf met een draailier, een Oekraïense versie van de hurdy gurdy. Lirnyky zijn in Oekraïne in gildes verenigd zoals de kobzars. Terwijl de lirnyk speelt op een lira, bespeelt een kobzar in Oekraïne een luitachtig instrument. 
De lirnyky zijn bekend vanaf de zeventiende eeuw en waren meestal blind. In de zogenaamde culturele en intellectuele schoonmaak, in onder andere Oekraïne toen nog Oekraïense SSR, gedurende Stalin Grote Zuivering (Большая чистка, Bolsjaja tsjistka) van onder andere de landelijke levensgemeenschap, zijn vele lirnyky verbannen en geliquideerd, zoals ook gebeurd is met de kobzars. In de jaren zeventig en tachtig van de twintigste eeuw is het optreden van de lirnyky hernieuwd, nu treden niet alleen blinde maar ook niet blinde musici op in lokalen en theaters. De lirnyky zijn vaak een onderdeel van een band.

## Afbeeldingen

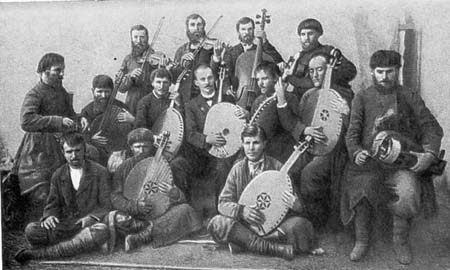
Lirnyky en Kobzars. Bijeenkomst van Oekraïense lirnyky en kobzars in Kharkiv, 1902.
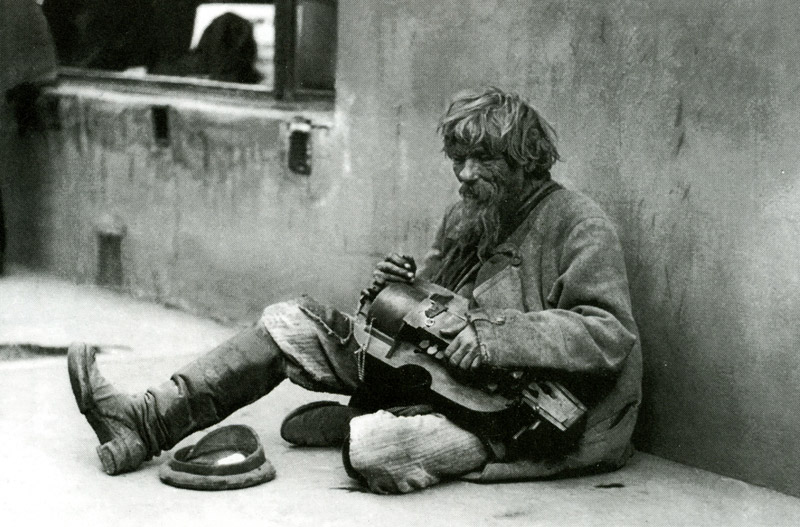
Lirnyk. Blinde lirnyk spelende op zijn Lira om zijn brood te verdienen.